# Hetaerina rosea
Hetaerina rosea – gatunek ważki z rodziny świteziankowatych (Calopterygidae). Występuje na terenie Ameryki Południowej.